# ノルベルト・ムラーラ・ネト
ノルベルト・ムラーラ・ネト（Norberto Murara Neto、1989年7月19日 - ）は、ブラジル・アラシャ出身のサッカー選手。ボタフォゴFR所属。元ブラジル代表。ポジションはゴールキーパー。

## 来歴

### クラブ

#### アトレチコ・パラナエンセ
2003年にサッカーのキャリアをスタートさせたクルゼイロECからアトレチコ・パラナエンセに移り、2010年に渡伊するまでは同クラブに所属する。2009年8月16日にアレナ・ダ・バイシャーダで行われたカンピオナート・ブラジレイロのバルエリ戦でトップチーム、及びトップリーグにデビューを果たした。当時の同クラブ監督アントニオ・ロペスはロドリゴ・ガラットを正ゴールキーパーとして起用し、ネトのデビュー2戦目は同年11月29日のボタフォゴFR戦まで3ヶ月待たされることになった。2010年シーズンはアントニオ・ロペス監督がアヴァイFC、ポジション争いの相手であったロドリゴ・ガラットがリテックス・ロヴェチに移籍し、ネトは21歳にしてリーグ戦に全体において正ゴールキーパーとして活躍した。

#### フィオレンティーナ
2011年1月17日にイタリア・セリエAのフィオレンティーナに完全移籍した。移籍金は300万ユーロ、5年契約を結んだ。移籍初年度はセバスティアン・フレイ、アルトゥール・ボルツに次ぐ第3ゴールキーパーとしてトップチームに所属した。2012年4月29日、アタランタBC戦でセリエAデビューを果たした。2012-13シーズンはエミリアーノ・ヴィヴィアーノの控えGKとしてリーグ戦で6試合、カップ戦であるコッパ・イタリアに4試合出場した。2013-14シーズンは背番号がそれまでの89番から1番となり、開幕から正GKとしてプレーする。

#### ユヴェントス
2015年7月3日、ユヴェントスFCへの移籍した。契約は4年間。加入後は、絶対的守護神ジャンルイジ・ブッフォンを前にリーグ戦では多く出場機会を得られなかったため、カップ戦メインでの起用となった。2017年5月17日、コッパ・イタリア決勝ではスタメン出場し、良いセーブを見せ、優勝に貢献した。

#### バレンシアCF
2017年7月7日、バレンシアCFに移籍した。

#### FCバルセロナ
2019年、ヤスパー・シレッセンと入れ替わる形でFCバルセロナに移籍した。加入後は、正マルク・テア・シュテーゲンの控えに留まり、シャビ・エルナンデス監督就任後は構想外となった。

#### AFCボーンマス
2022年8月7日、AFCボーンマスにフリー移籍で加入し、12か月の契約を結んだ。加入当初こそはマーク・トラヴァースの控えだったものの、第4節リヴァプールFC戦でトラヴァースが9失点を喫して敗れると、翌節からレギュラーに定着。その後は怪我もあって一時離脱した時期もあったが、シーズン通して27試合に出場した。

#### アーセナルFC
2024年8月30日、アーセナルFCへ期限付き移籍することが発表された。加入後はカップ戦含めダビド・ラヤの控えであったが、2025年1月29日のUEFAチャンピオンズリーグ 2024-25 リーグフェーズ第8節・ジローナ戦にて初出場、2-1で勝利しノックアウトフェーズへのストレートインに貢献した。

#### ボタフォゴFR
2025年8月8日、ボタフォゴFRへ加入することが発表された。

### 代表
2010年9月、国内リーグでの活躍と将来性からマノ・メネーゼス監督によってフル代表に招集される。
2012年にはU-23代表としてロンドン五輪メンバーに選出され、グループリーグ2試合に先発出場。銀メダル獲得に貢献した。
2015年5月24日、コパ・アメリカ2015の代表メンバーに離脱したジエゴ・アウヴェスに代わって追加招集された。
その後は定期的に代表に招集されていたが、2018 FIFAワールドカップではカッシオとの第3GK争いに敗れ、本大会のメンバー入りを逃した。

## 個人成績
| クラブ                   | シーズン | リーグ     | リーグ戦 | リーグ戦 | カップ戦 | カップ戦 | 国際大会 | 国際大会 | その他 | その他 | 通算 | 通算 |
| クラブ                   | シーズン | リーグ     | 出場     | 得点     | 出場     | 得点     | 出場     | 得点     | 出場   | 得点   | 出場 | 得点 |
| ------------------------ | -------- | ---------- | -------- | -------- | -------- | -------- | -------- | -------- | ------ | ------ | ---- | ---- |
| アトレチコ・パラナエンセ | 2009     | セリエA    | 2        | 0        | 0        | 0        | 0        | 0        | 0      | 0      | 2    | 0    |
| アトレチコ・パラナエンセ | 2010     | セリエA    | 34       | 0        | 0        | 0        | –        | –        | 0      | 0      | 34   | 0    |
| アトレチコ・パラナエンセ | 通算     | 通算       | 36       | 0        | 0        | 0        | 0        | 0        | 0      | 0      | 36   | 0    |
| フィオレンティーナ       | 2010-11  | セリエA    | 0        | 0        | 0        | 0        | -        | -        | 0      | 0      | 0    | 0    |
| フィオレンティーナ       | 2011–12  | セリエA    | 2        | 0        | 2        | 0        | -        | -        | 0      | 0      | 4    | 0    |
| フィオレンティーナ       | 2012-13  | セリエA    | 6        | 0        | 4        | 0        | -        | -        | 0      | 0      | 10   | 0    |
| フィオレンティーナ       | 2013-14  | セリエA    | 35       | 0        | 5        | 0        | 9        | 0        | 0      | 0      | 49   | 0    |
| フィオレンティーナ       | 2014-15  | セリエA    | 29       | 0        | 2        | 0        | 7        | 0        | 0      | 0      | 38   | 0    |
| フィオレンティーナ       | 通算     | 通算       | 72       | 0        | 13       | 0        | 16       | 0        | 0      | 0      | 101  | 0    |
| ユヴェントス             | 2015-16  | セリエA    | 3        | 0        | 5        | 0        | 0        | 0        | 0      | 0      | 8    | 0    |
| ユヴェントス             | 2016-17  | セリエA    | 8        | 0        | 5        | 0        | 1        | 0        | 0      | 0      | 14   | 0    |
| ユヴェントス             | 通算     | 通算       | 11       | 0        | 10       | 0        | 1        | 0        | 0      | 0      | 22   | 0    |
| バレンシア               | 2017-18  | プリメーラ | 33       | 0        | 0        | 0        | -        | -        | 0      | 0      | 33   | 0    |
| バレンシア               | 2018-19  | プリメーラ | 34       | 0        | 0        | 0        | 13       | 0        | 0      | 0      | 47   | 0    |
| バレンシア               | 通算     | 通算       | 67       | 0        | 0        | 0        | 13       | 0        | 0      | 0      | 80   | 0    |
| バルセロナ               | 2019-20  | プリメーラ | 2        | 0        | 1        | 0        | 1        | 0        | 1      | 0      | 5    | 0    |
| バルセロナ               | 2020-21  | プリメーラ | 7        | 0        | 2        | 0        | 3        | 0        | 0      | 0      | 12   | 0    |
| バルセロナ               | 2021-22  | プリメーラ | 3        | 0        | 1        | 0        | 0        | 0        | 0      | 0      | 4    | 0    |
| バルセロナ               | 通算     | 通算       | 12       | 0        | 4        | 0        | 4        | 0        | 1      | 0      | 21   | 0    |
| 総通算                   | 総通算   | 総通算     | 198      | 0        | 27       | 0        | 34       | 0        | 1      | 0      | 260  | 0    |

## タイトル

### クラブ
ユヴェントスFC
- セリエA 2015-16, 2016-17
- コッパ・イタリア 2015-16, 2016-17
- スーペルコッパ・イタリアーナ 2015

バレンシアCF
- コパ・デル・レイ 2018-19